# Greigia stenolepis
Greigia stenolepis är en gräsväxtart som beskrevs av Lyman Bradford Smith. Greigia stenolepis ingår i släktet Greigia och familjen Bromeliaceae. Inga underarter finns listade i Catalogue of Life.